# Паризька площа
Паризька площа (нім. Pariser Platz) — відома площа у центрі Берліна. Квадратної форми площа займає приблизно 1½ га та знаходиться у історичному кварталі Доротеенштадт у районі Мітте центрального округу німецької столиці.
Розташована зі східного боку Бранденбурзьких воріт, Паризька площа вінчає бульвар Унтер-ден-Ліндента є панданом до розташованих з іншого боку воріт площі 18 Березня, де закінчується перетинаюча Великий Тіргартен вулиця 17 червня.
З 1945 року та до самої злуки країни у 1990 році Паризька площа знаходилась у безпосередній близькості від кордону, що поділяв Західний та Східний Берліни, а після зведення у 1961 році Берлінської стіни входила до складу прикордонних споруд та була закрита для пересування транспорту та пішоходів.

## Історія

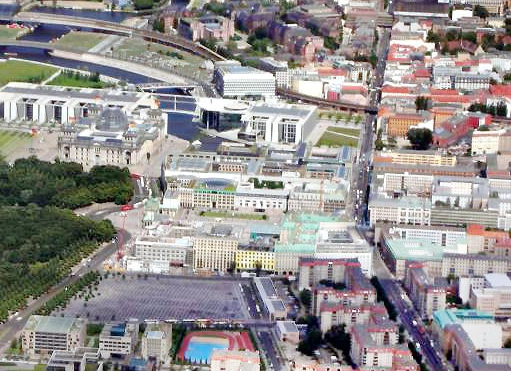
Вид на площу з висоти пташиного польоту

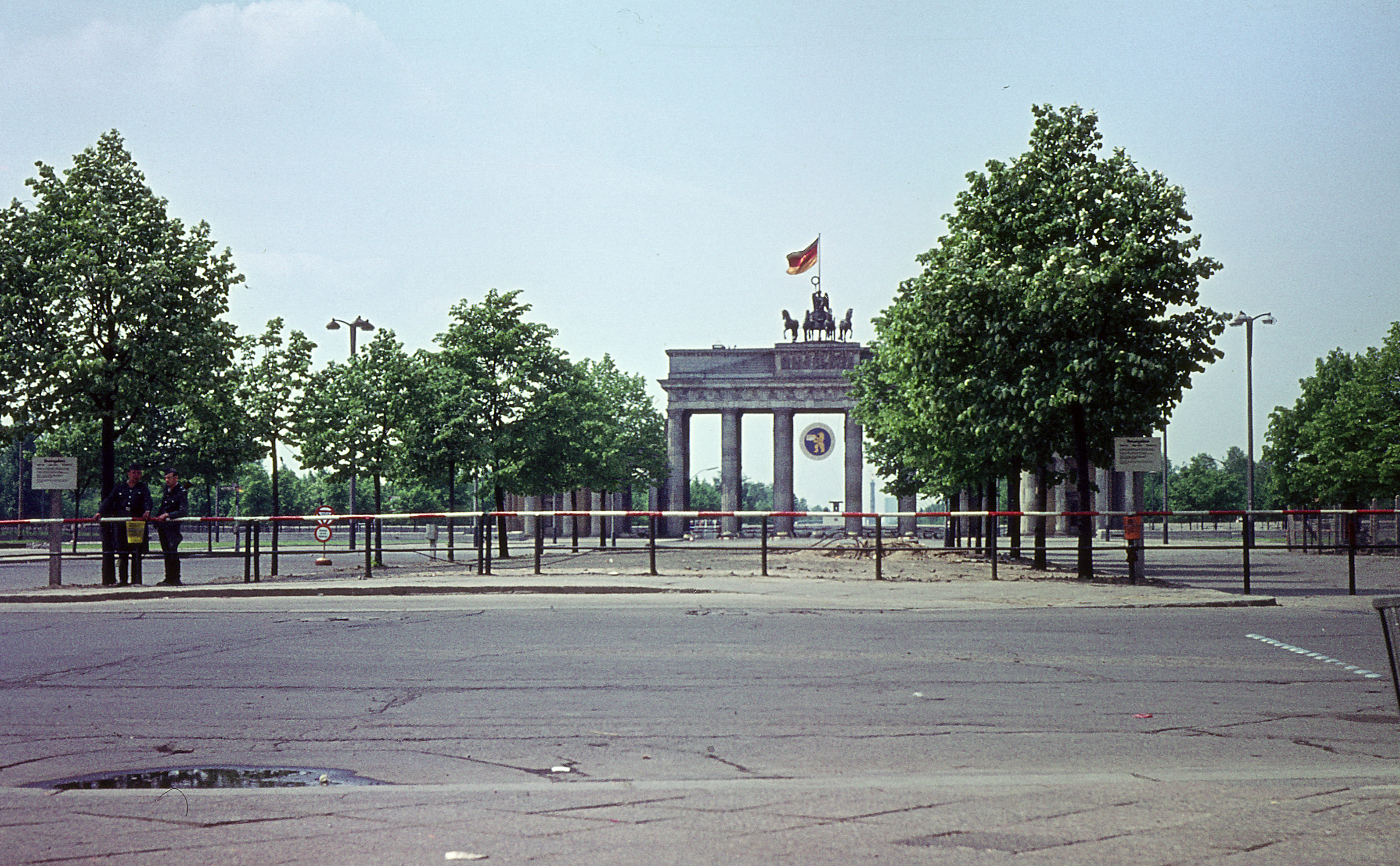
Паризька площа. 1964

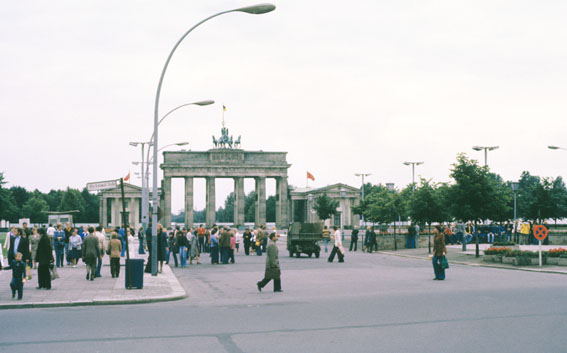
До Бранденбурзьких воріт з боку НДР було заборонено близько підходити. Червень 1977

Паризьку площу було закладено у 1732–1734 роках та забудовано декількома палацами при Фрідріху Вільгельму I у ході другої барокової забудови Берліна. Перша назва площі «Чотирикутник» походила, очевидно, від її формою. Одночасно з Паризькою площею з'являються Лейпцизька площа, яка спочатку була названа «Восьмикутник», та нинішня Площа Мерінга — «Ротонда».
Свою теперішню назву площа отримала в 1814 році на честь взяття Парижа прусськими військами під час Наполеонівських війн. З 1850 забудова площі зведена до єдиного архітектурного стилю — класицизму.
Під час Другої світової війни площу було зруйновано. У післявоєнні роки всі руїни на площі, за винятком залишків Академії мистецтв, були повністю розібрані. Лише в 1993 році після падіння Берлінського муру почалось відновлення єдиного ансамблю площі. Сенат Берліна встановив критерії відновлення архітектурного ансамблю площі, які, зокрема, встановили. що максимальна висота будівель на площі обмежувалась 22 м, а облицювання фасадів має бути з натурального каменю. Поєднання історичних об'єктів та сучасних методів будування покликане нагадати про Золоту добу площі.